# Bedřich Novotný
Bedřich Novotný (1. července 1935 Pardubice – 10. listopadu 2012 Pardubice) byl český malíř, patřil do okruhu Starých psů.

## Život
Bedřich Novotný se v Pardubicích vyučil lakýrníkem – písmomalířem. Jeho spolužákem byl už tehdy František Kyncl. Spolu pokračovali do Prahy na Vyšší uměleckoprůmyslovou školu v Praze, kterou v letech 1953–1957 studoval společně s Jiřím Načeradským, Václavem Sokolem, Alvou Hajnem, Josefem Procházkou, Jiřím Lacinou. V letech 1957–1958 studoval Akademii výtvarných umění v Praze, v ateliéru Vlastimila Rady. Školu nedokončil, vrátil se do Pardubic a společně s přáteli, jimž se dnes říká Starý psi založili uměleckou Sekci mladých, opravili prostor za pasáží a začali zde pořádat výstavy. Ovšem jen do roku 1962, kdy připravili výstavu protiválečných kreseb surrealistky Toyen, jež byla zakázána. V roce 1967 se spolu s Františkem Kynclem zúčastnil plenéru v polském Koszalinu.

## Dílo
Bedřich Novotný byl velmi výrazný malíř, ale také autor kreseb. V 50. letech byl ovlivněn dílem Bohumila Kubišty, jako téměř všichni mladí malíři. Mezi oblíbené malířské náměty patřila zátiší, městské scény, temné ulice za kostelem s opuštěnými chodci. Na konci 60. let se věnoval portrétům (a autoportrétům). Díky němu známe galerii zajímavých osobností Pardubic, mužů (Miloš Vodička, Vojtěch Vokolek), ale i žen (Marie Matznerová, Eva Kosinová, Vlasta...). Paradoxní je, že tato díla byla až do výstavy v galerii Fons v roce 2016 pardubickému publiku prakticky neznámá. I následující etapa sedmdesátých let byla figurální, monumentálně stylizovaná a razantní. Objevují se konkrétní typy kreseb s náměty rváčů, hráčů, nádeníků, rodiny, hospodské výjevy, včetně tancovaček, ženy skloněné na poli – bramborářky. Pokud je figurální kompozice redukována na dvě postavy – jde nejčastěji o milence, v případě jediné figury pak kuřáci nebo plačky. Už v šedesátých letech experimentoval s akronexem, který činil jeho malby velmi plastickými, až reliéfními. Zacílení na figuru pominulo během osmdesátých let, kdy se přiklonil k abstrakci. Pracoval také s monotypem. 

## Galerie

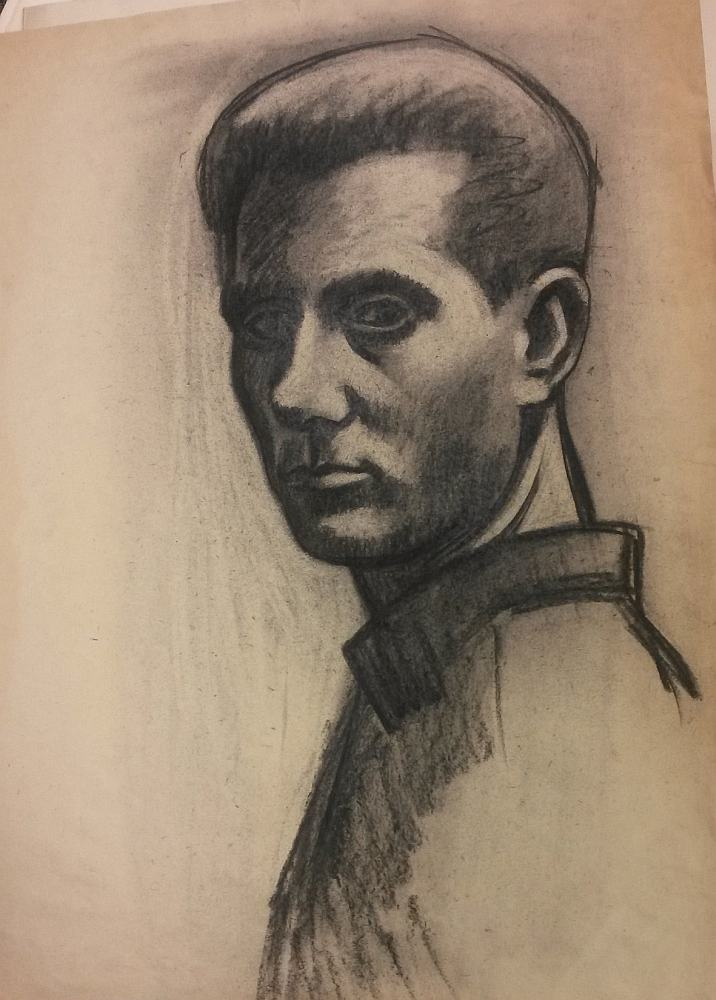
Bedřich Novotný, Autoportrét, konec 50. let, kresba uhlem na papíře, 61 × 46 cm
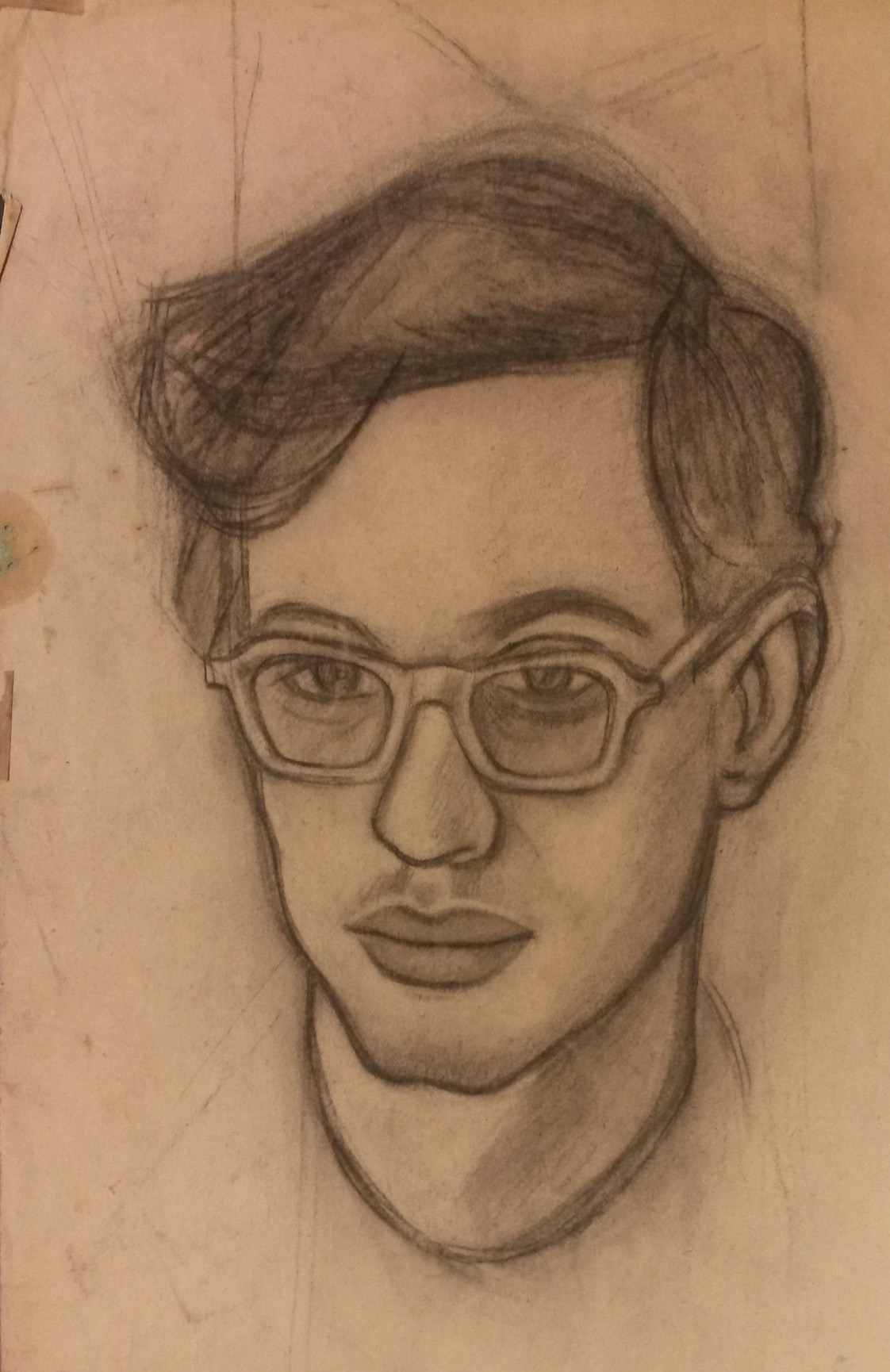
Bedřich Novotný, básník Miloš Vodička, kresba, konec 50. let
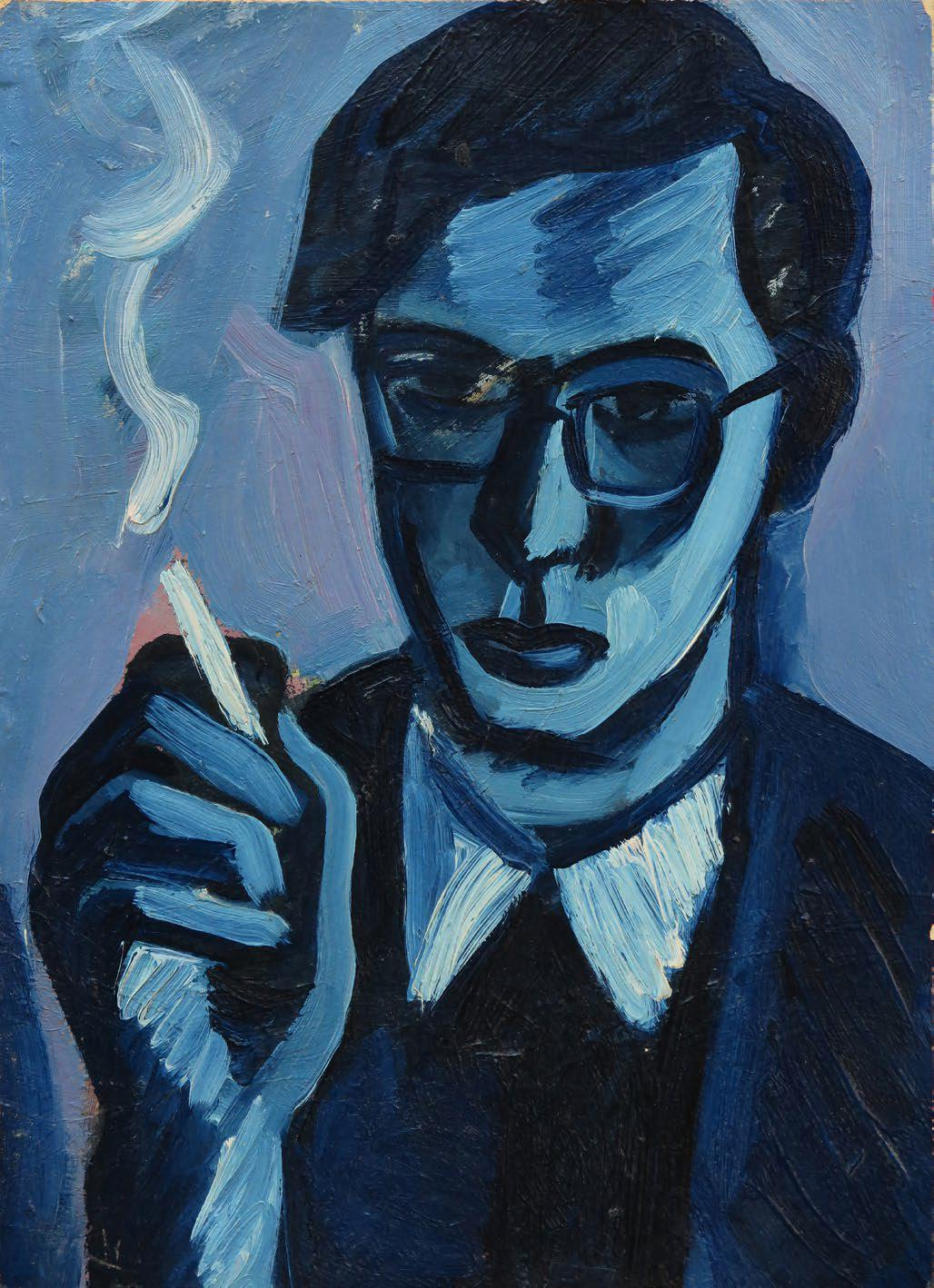
Bedřich Novotný, básník Miloš Vodička, konec 50. let, olej na kartonu, 48 × 35 cm
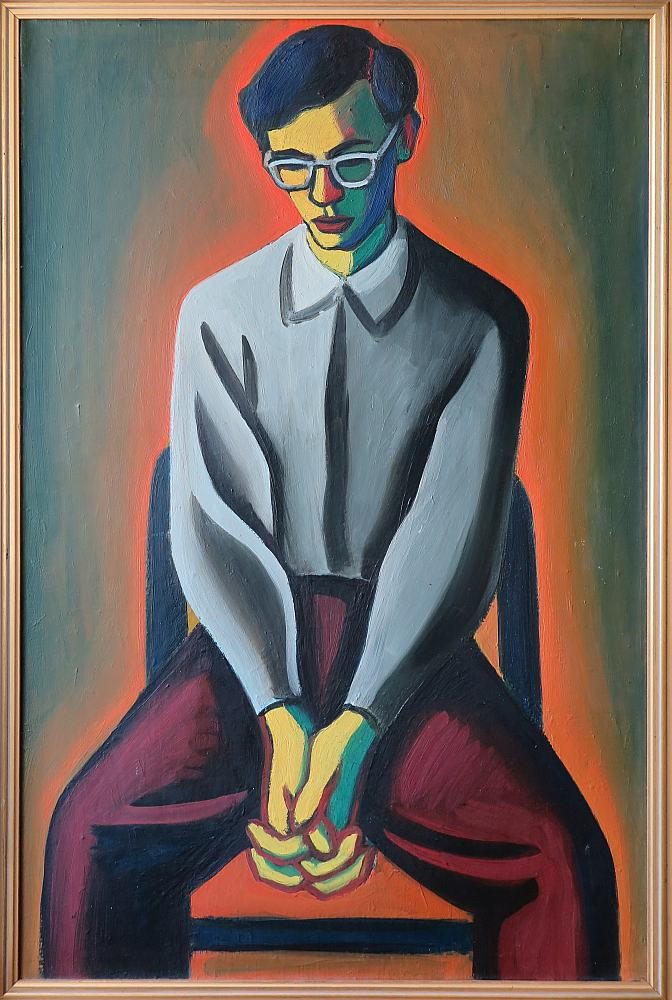
Bedřich Novotný, básník Miloš Vodička, 1969, olej na platně, 104 × 64 cm
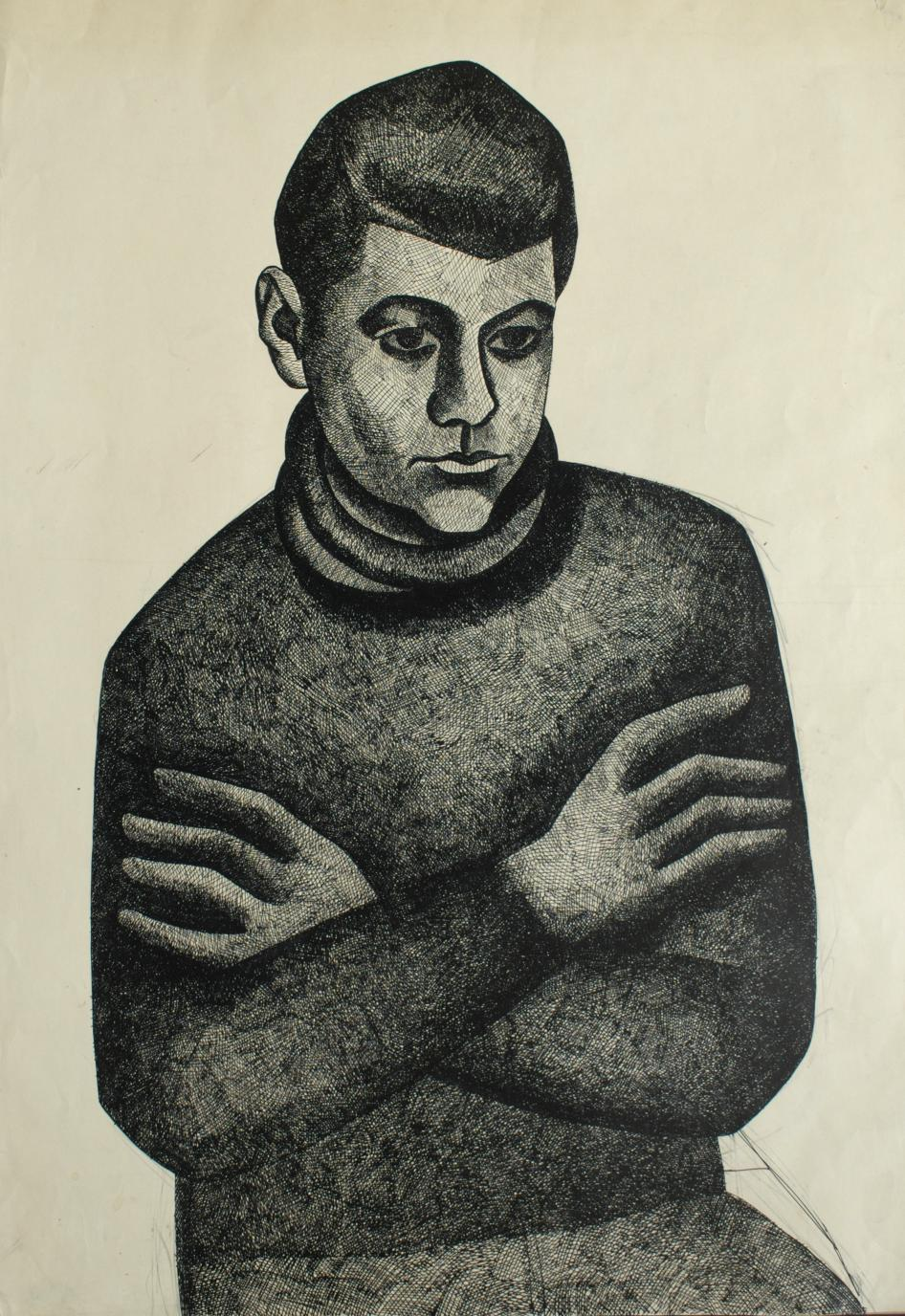
Bedřich Novotný, Portrét Pavel Dostál, konec 50. let, kresba tuší na papíře, 82 × 57 cm
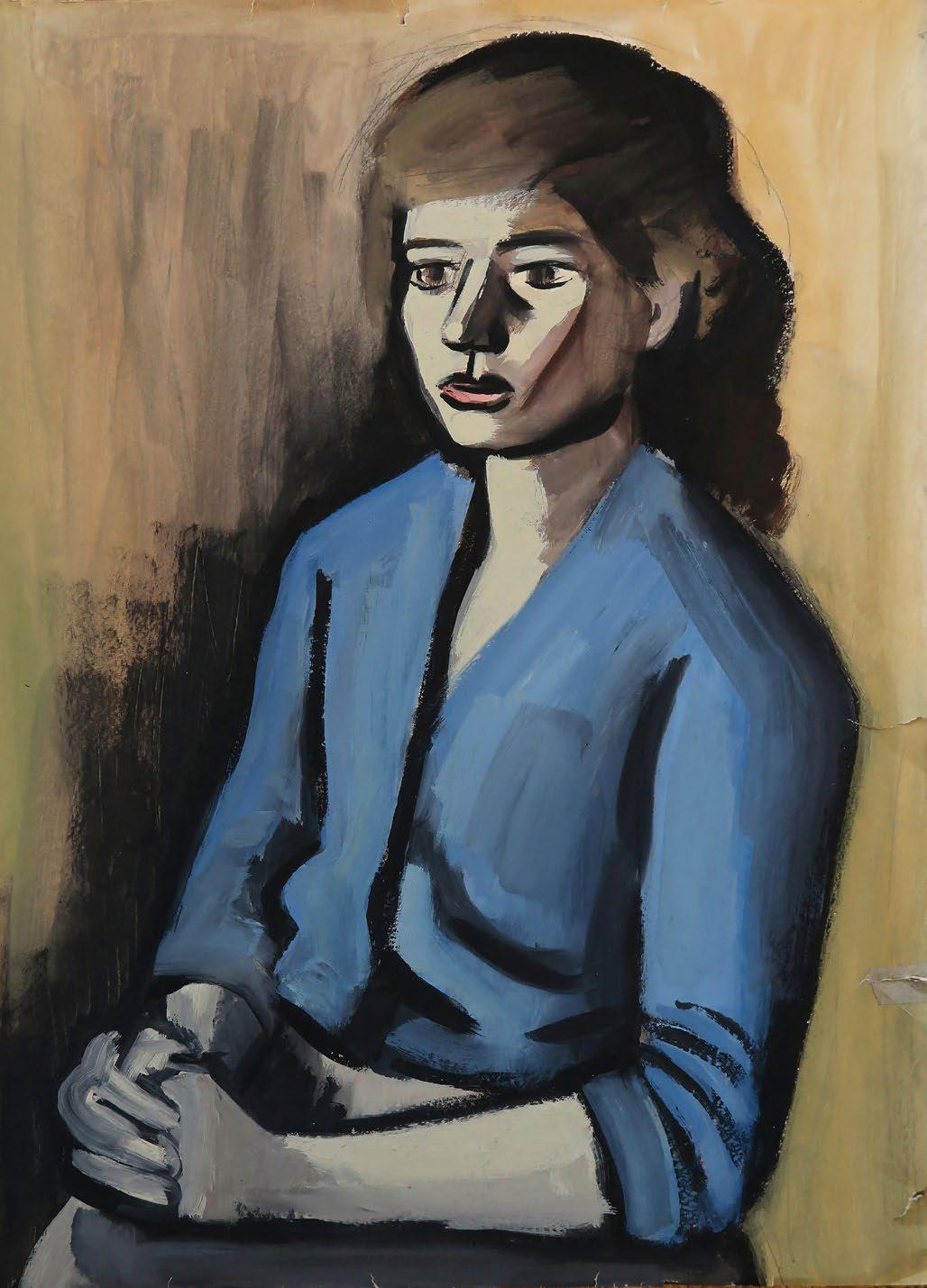
Bedřich Novotný, Marie Matznerová, konec 50. let, tempera na papíře, 86 × 64 cm
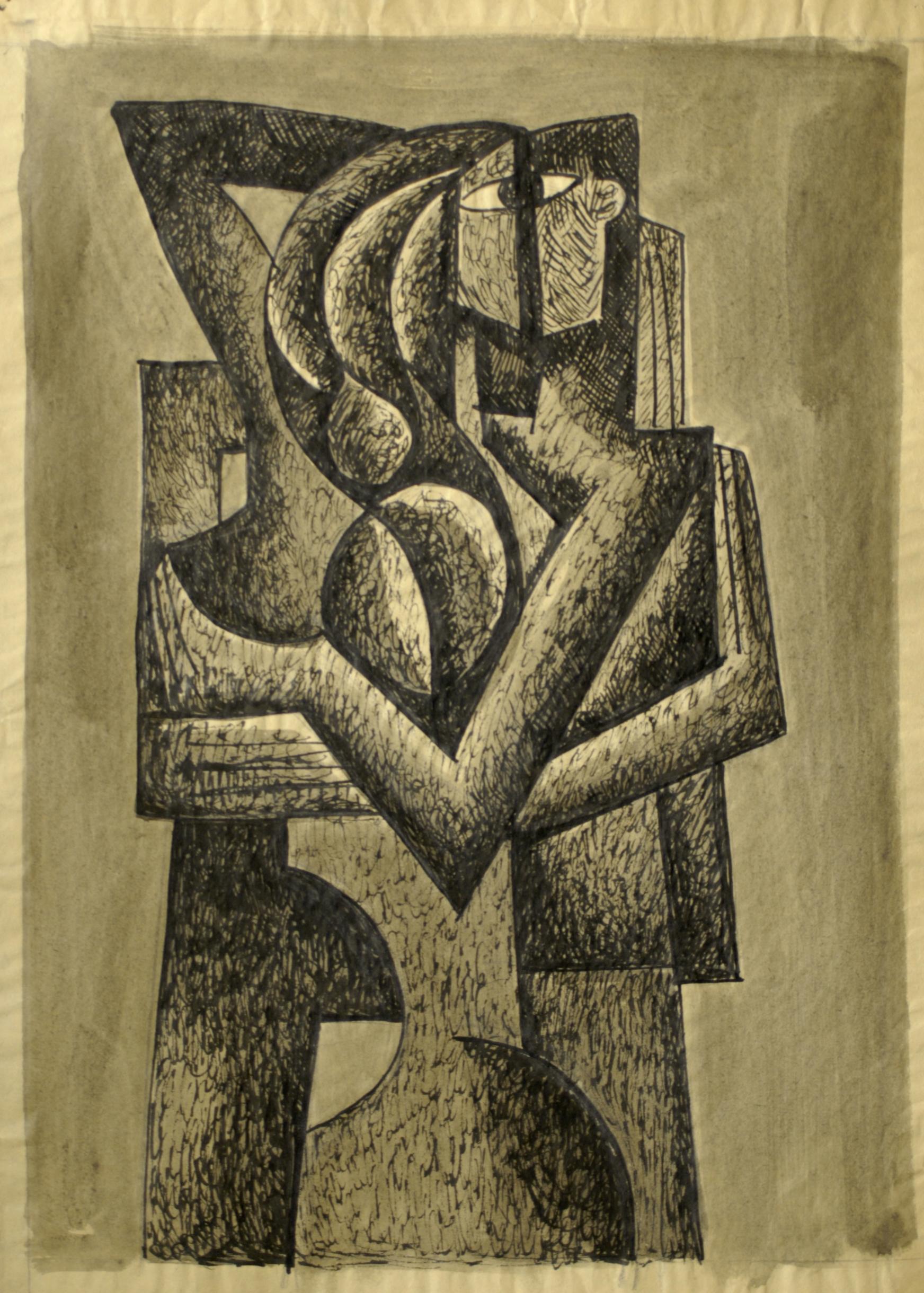
Bedřich Novotný, Milenci I, první polovina 60. let lavírovaná kresba tuší, 39 × 55 cm
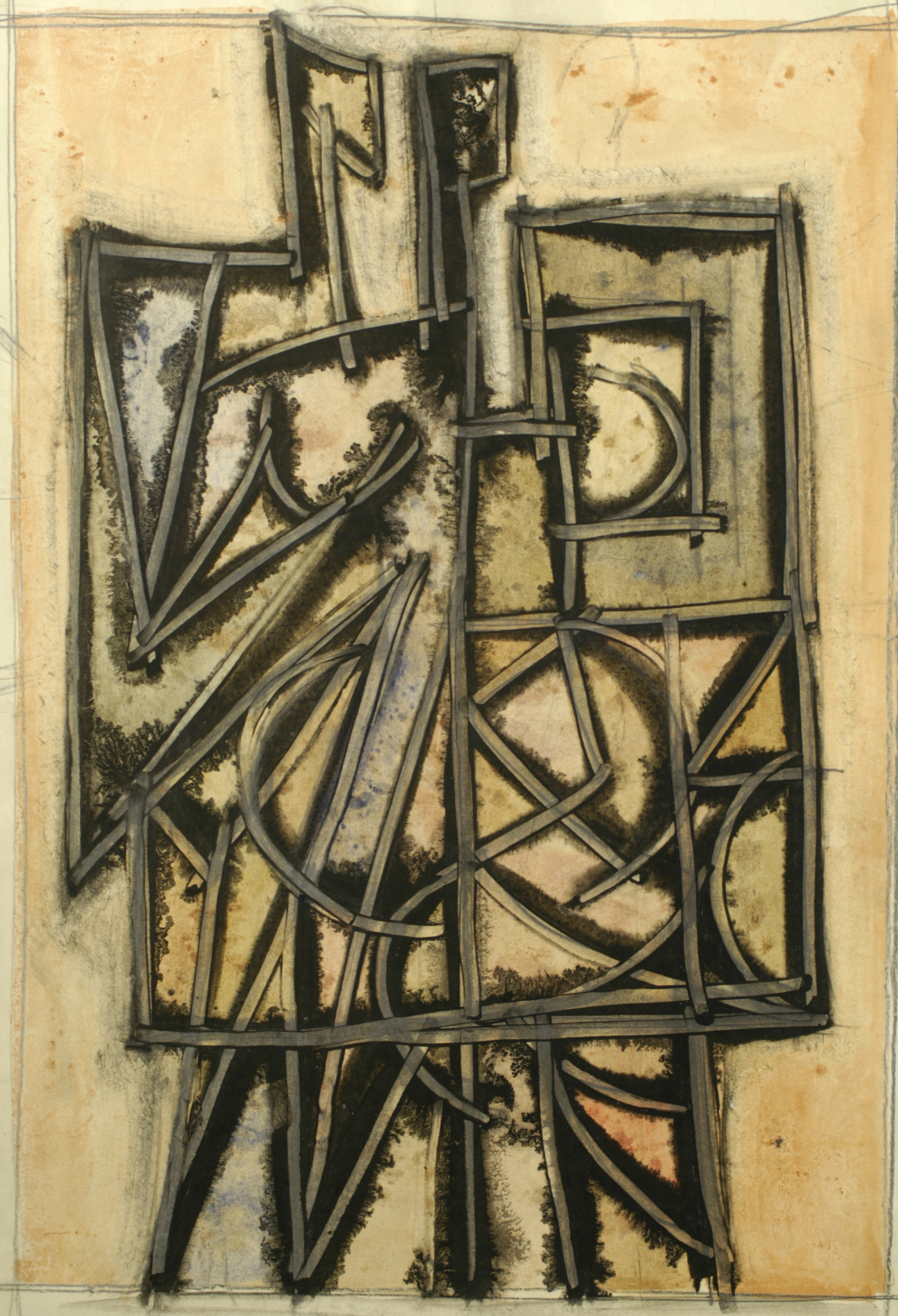
Bedřich Novotný, Milenci III, první polovina 60. let, kombinovaná technika, 41,5 × 59,5 cm
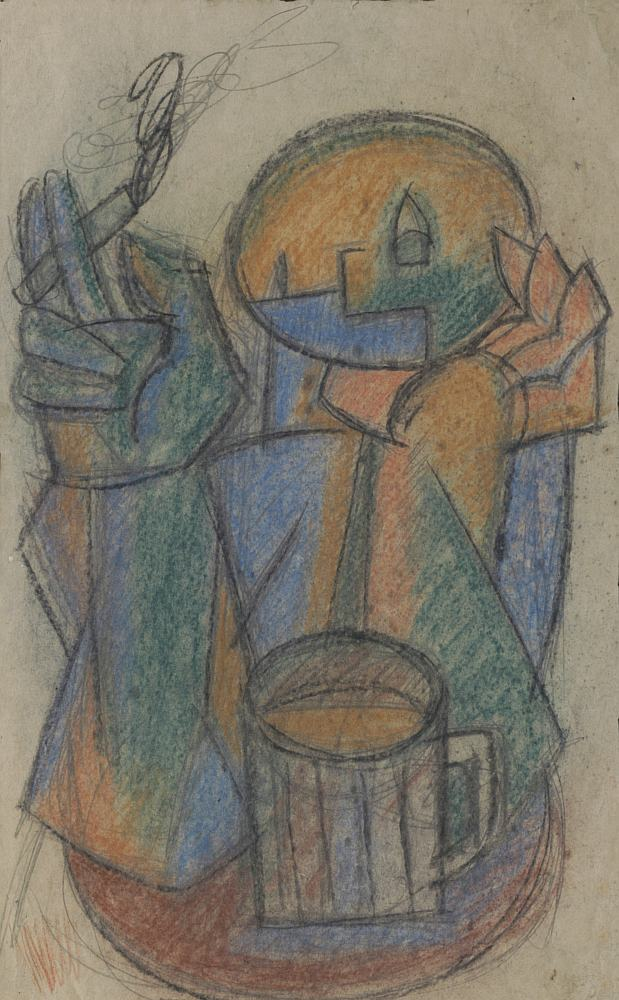
Bedřich Novotný, Hospoda, počátek 60. let, pastel na papíře
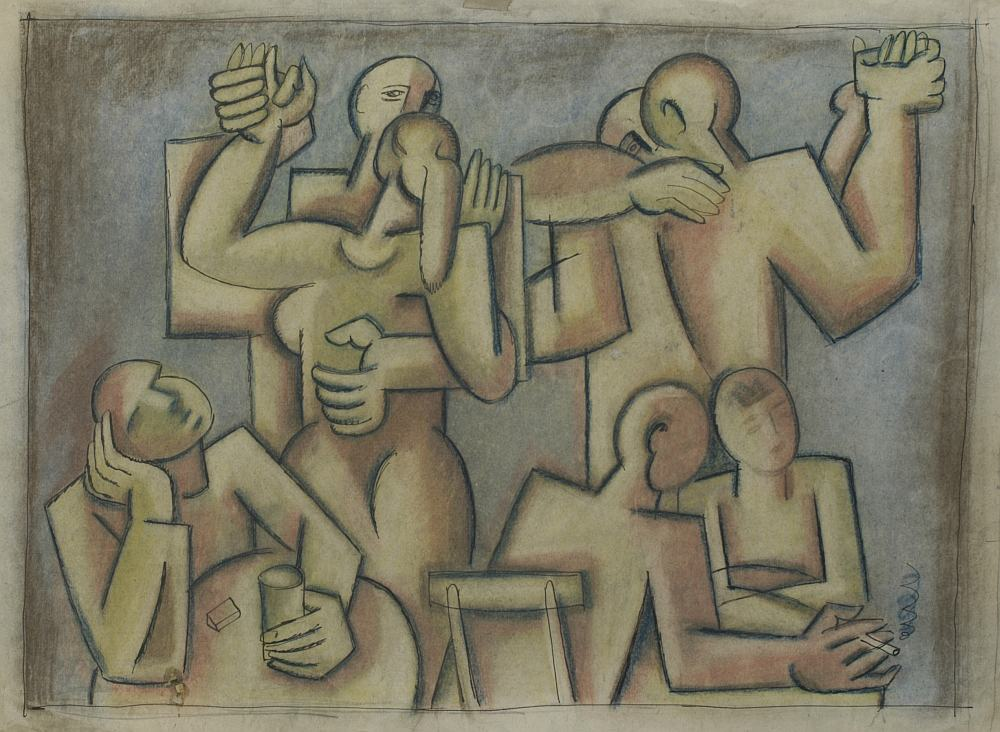
Bedřich Novotný, V zahradní restauraci, počátek 60. let, tuš a pastel na papíře, 40 × 55 cm
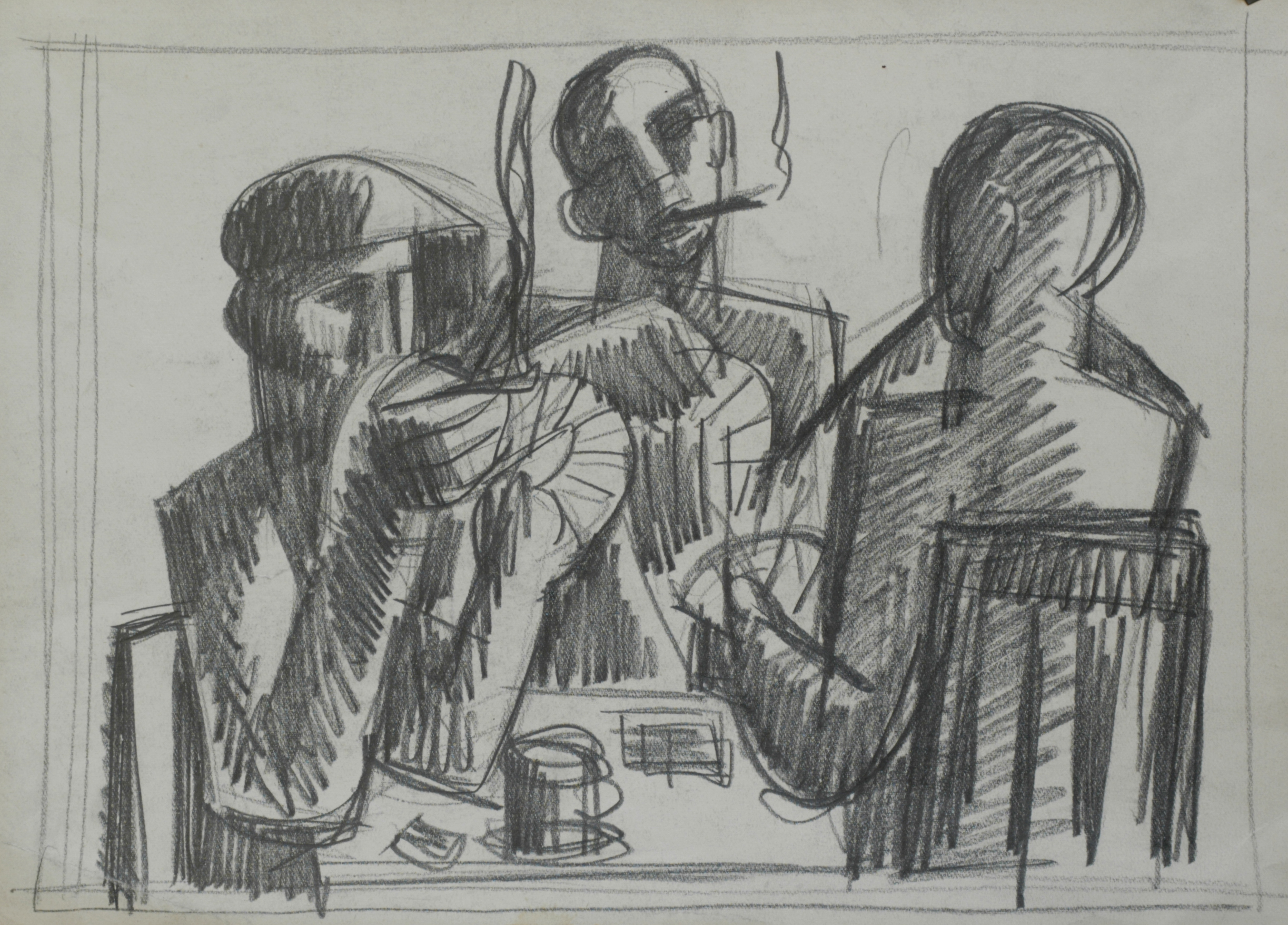
Bedřich Novotný, Studie k hráčům karet, počátek 60. let, kresba tužkou na papíře, 27 × 37 cm
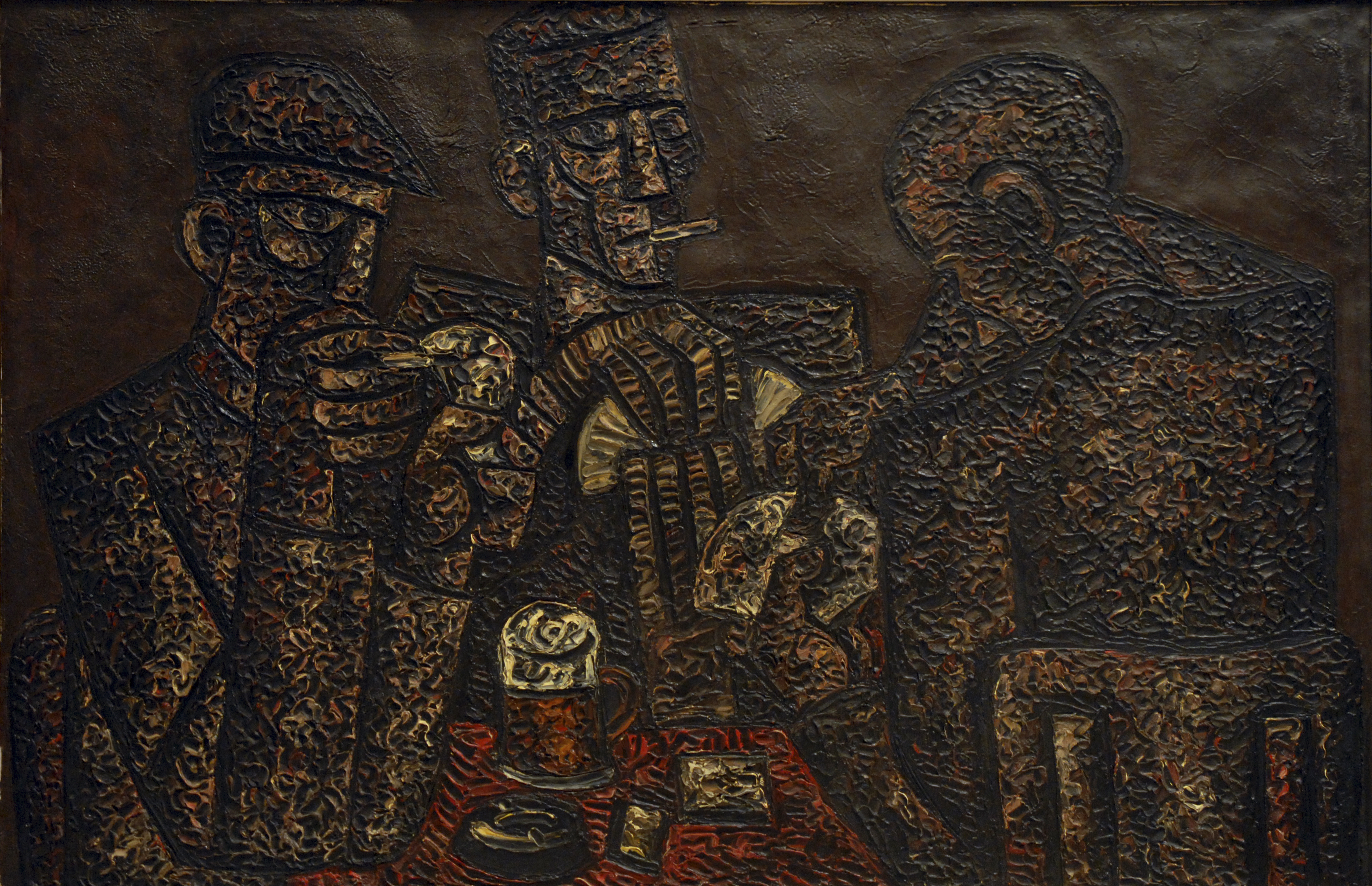
Bedřich Novotný, Hráči karet, 1962, kombinovaná technika, plátno 120 × 79 cm
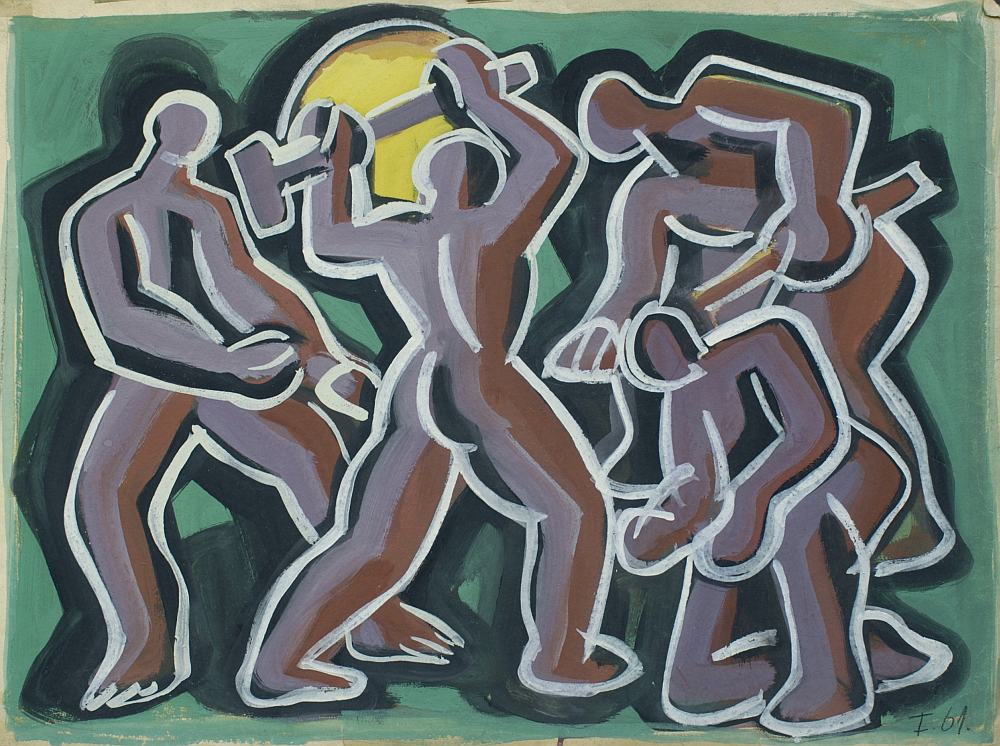
Bedřich Novotný, Dělníci, 1961, tempera na papíře, 47 × 63 cm
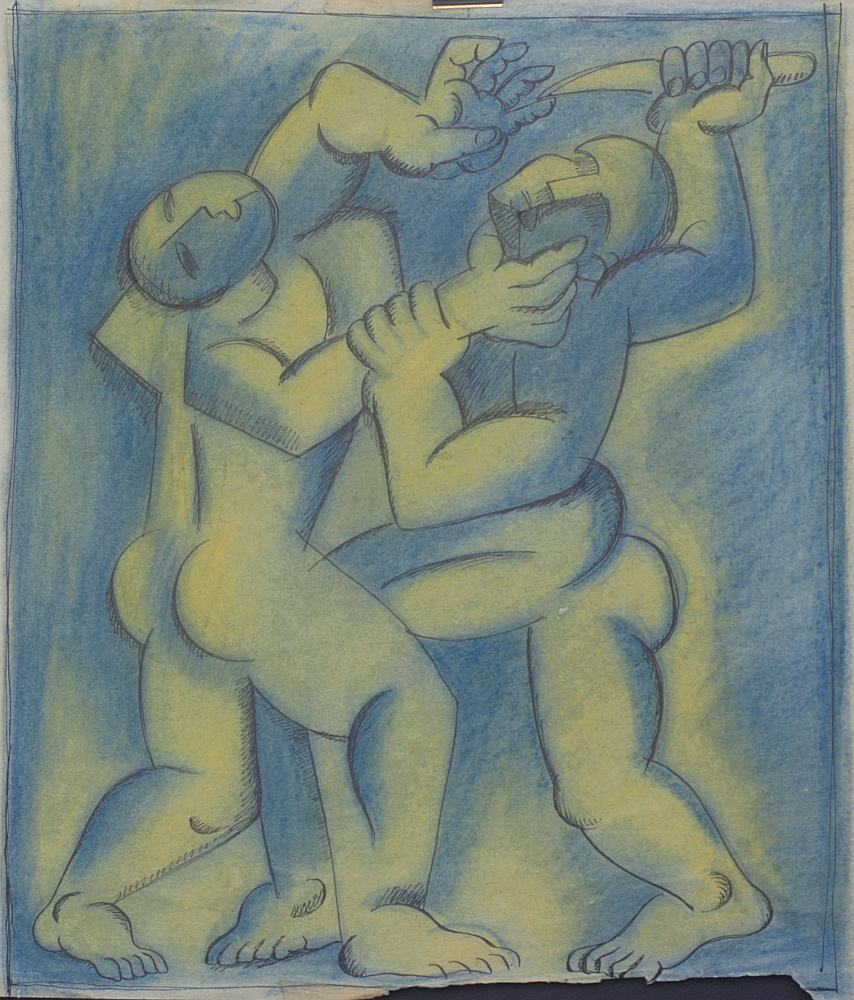
Bedřich Novotný, Rváči, počátek 60. let, tuš a pastel na papíře, 43 × 34 cm
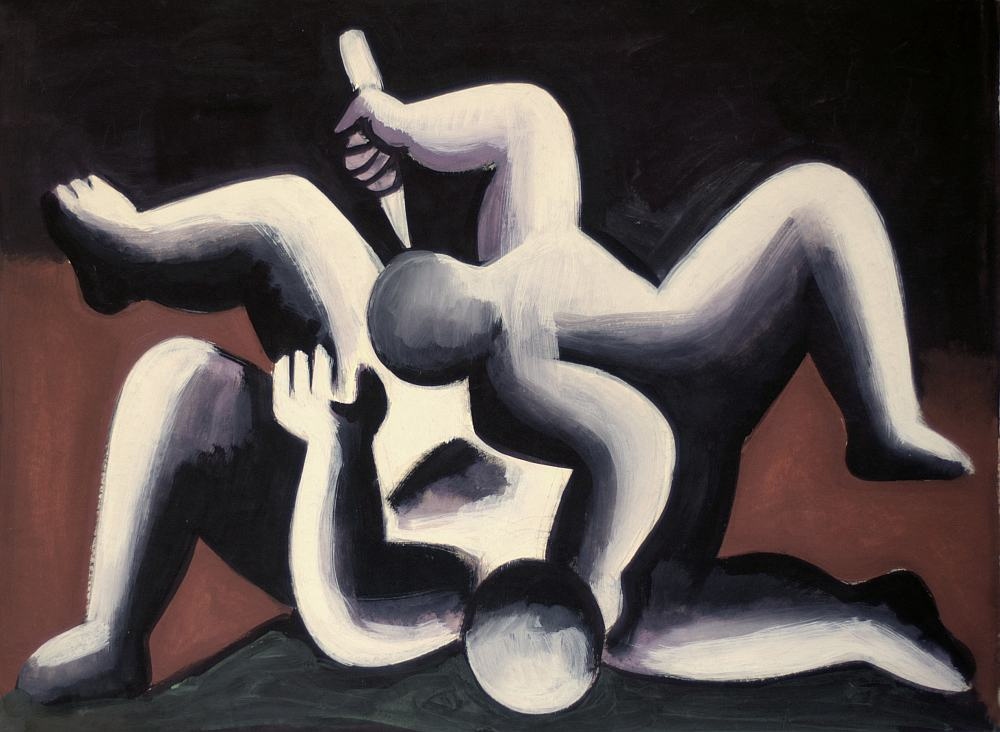
Bedřich Novotný, Rváči, počátek 60. let, tempera na papíře, 61 × 83 cm
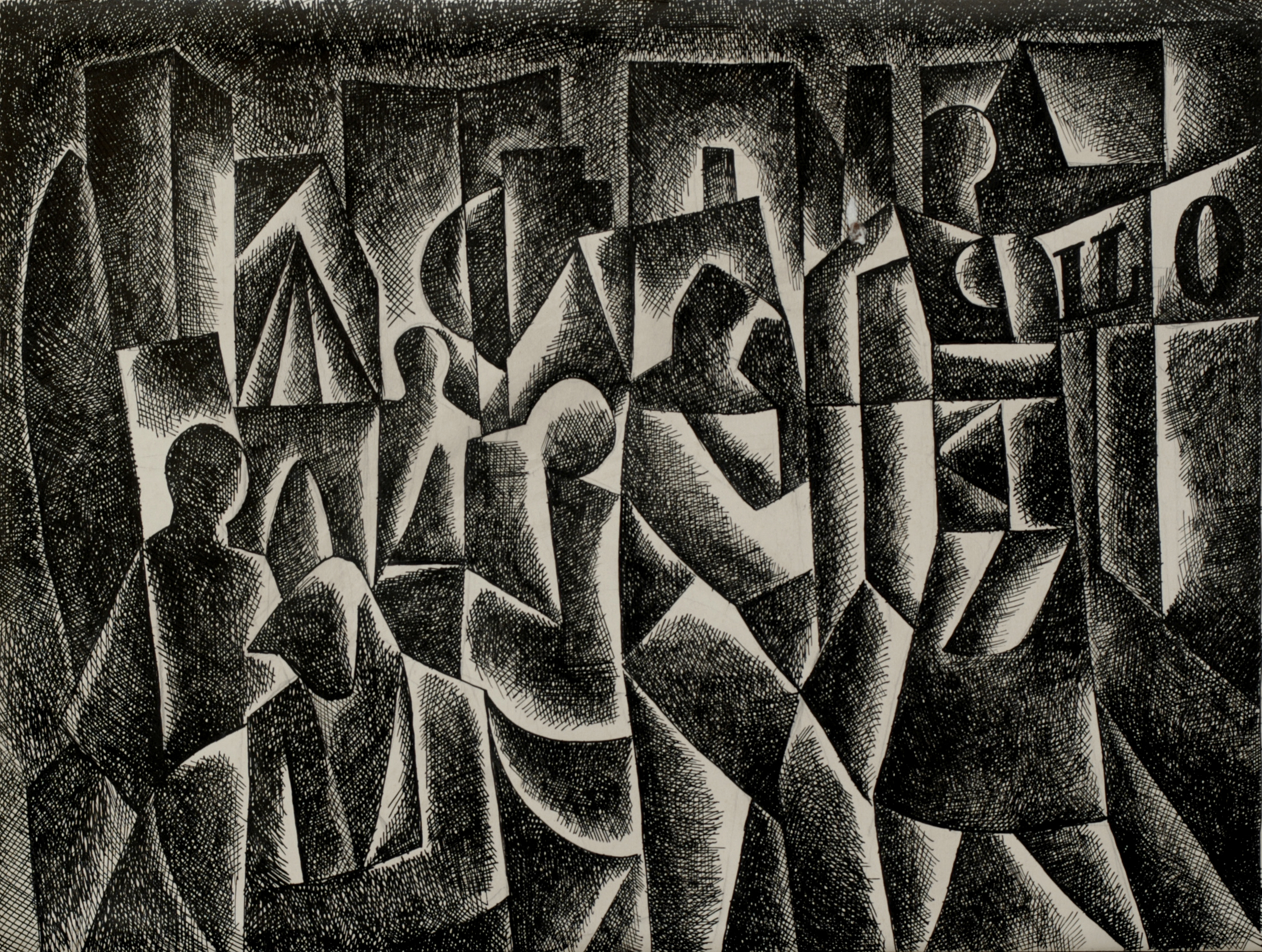
Bedřich Novotný, Dav ve městě, druhá polovina 60. let, kresba tuší, 30 × 40 cm
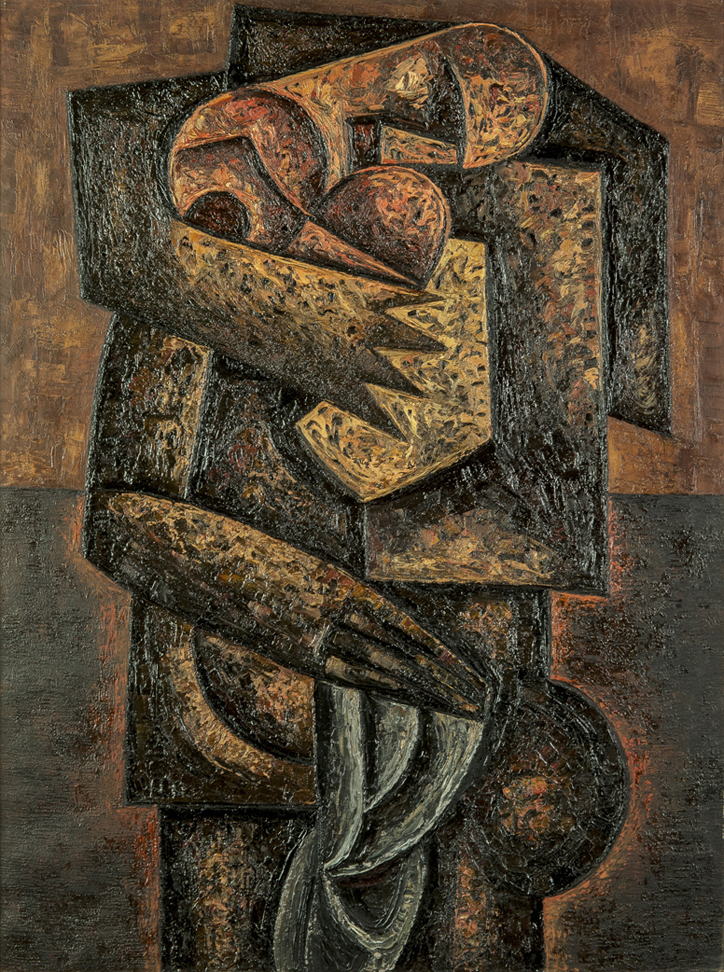
Bedřich Novotný, Milenci, 1966, olej na plátně, 129 × 96 cm
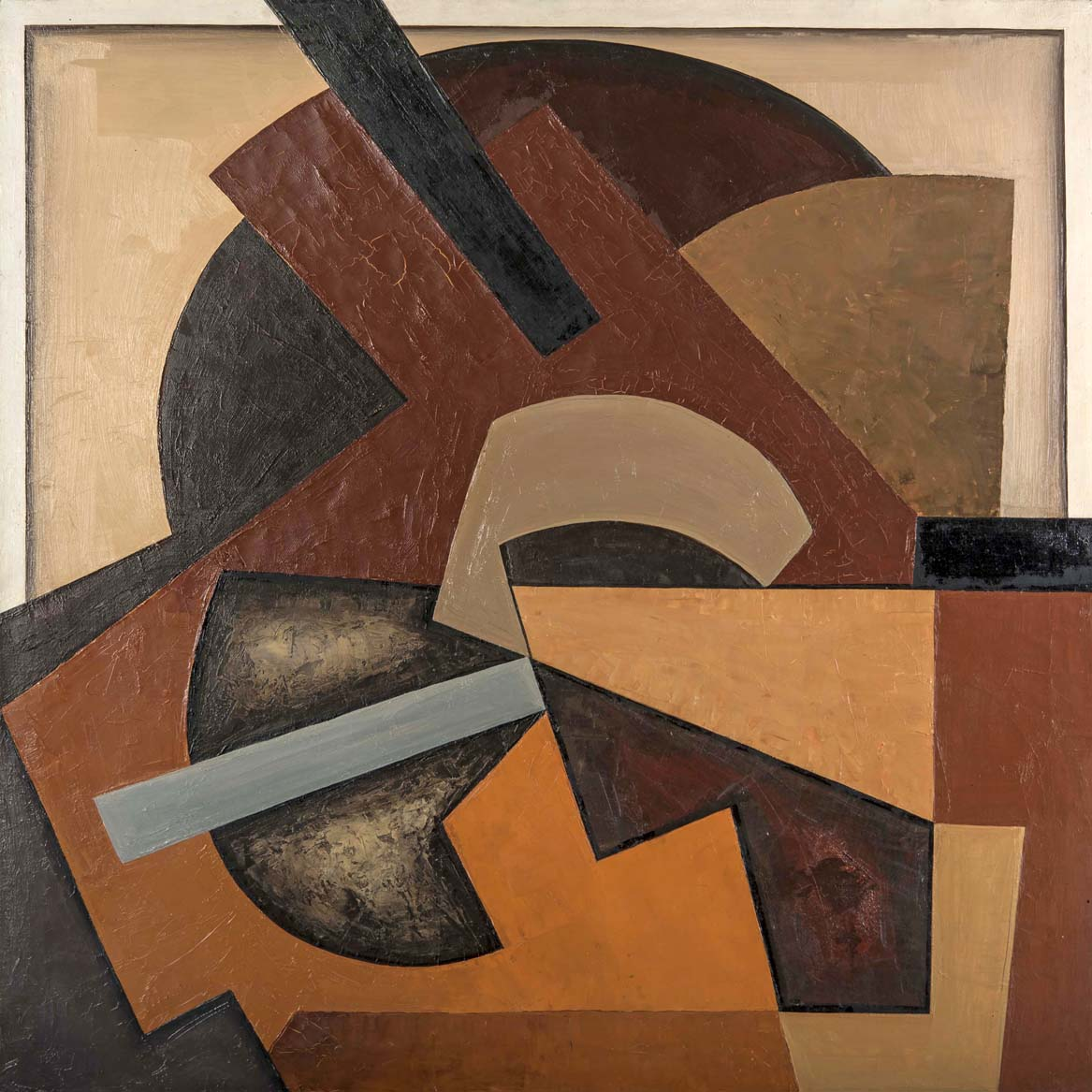
Bedřich Novotný, Barevná kompozice, kolem roku 1970, olej na plátně, 100 × 100 cm
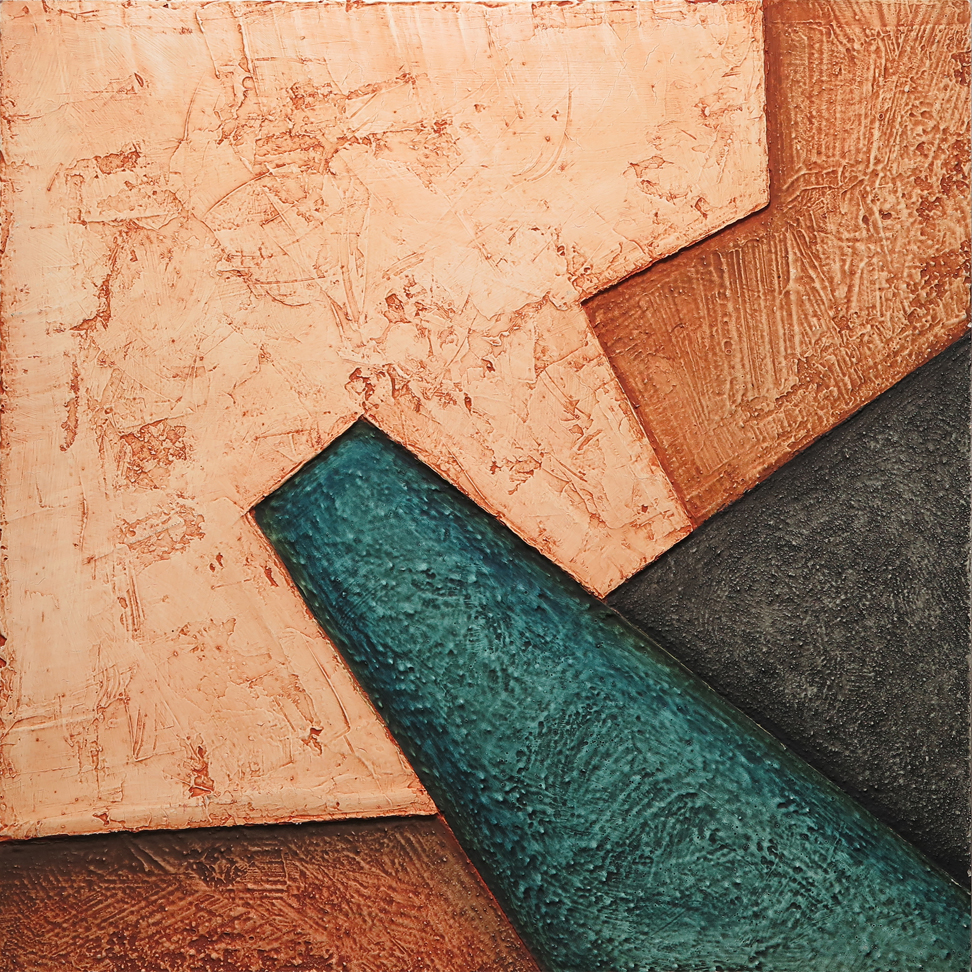
Bedřich Novotný, Bez názvu, 80. léta, syntetický email a akronex na sololitu, 70 × 70 cm
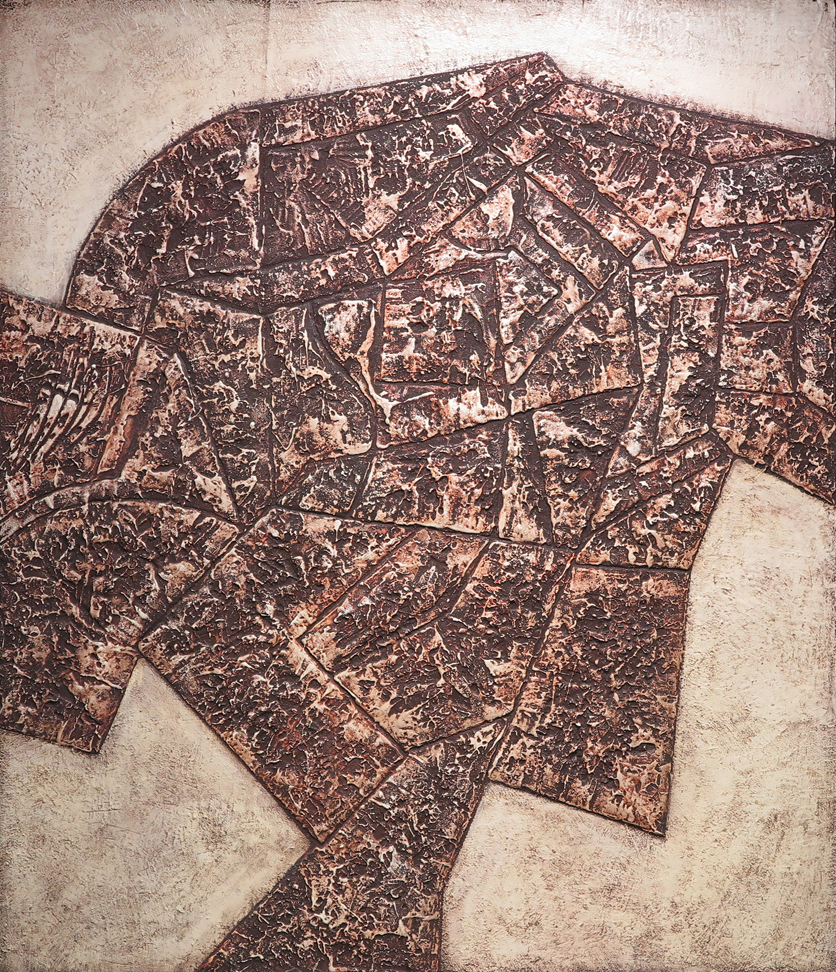
Bedřich Novotný, Obraz I, 1989, olej křída a akronex na sololitu, 131 × 113 cm
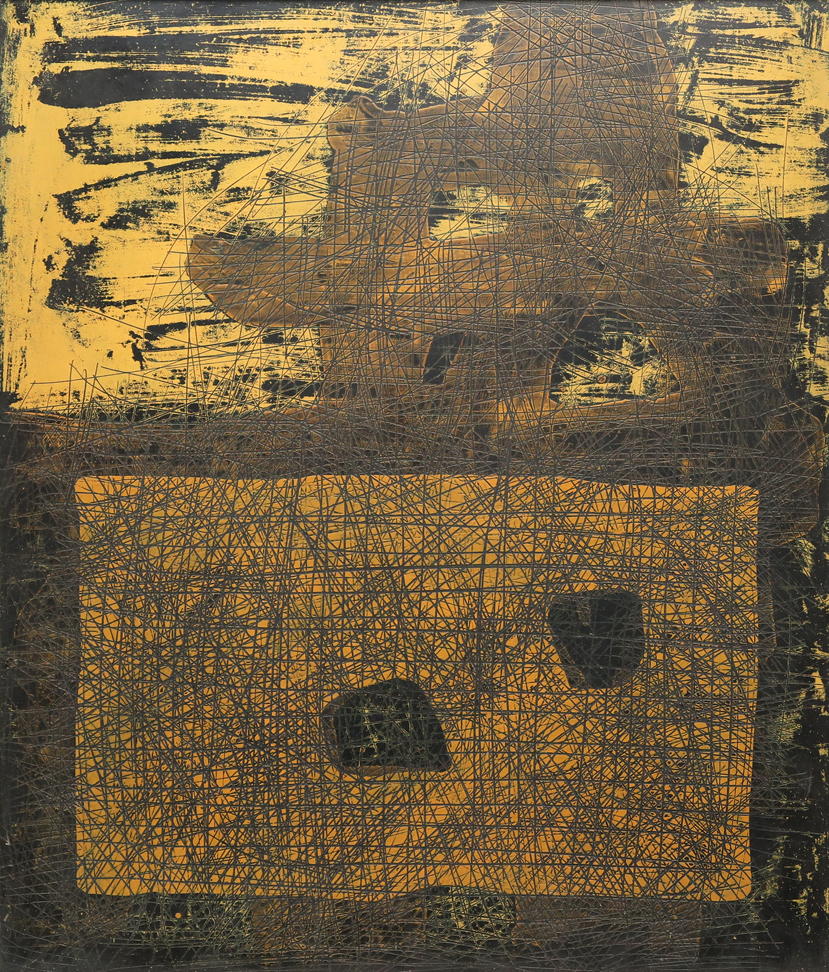
Bedřich Novotný, Čas zastavení, 80. léta, olej a syntetický email na sololitu, 66 × 56 cm
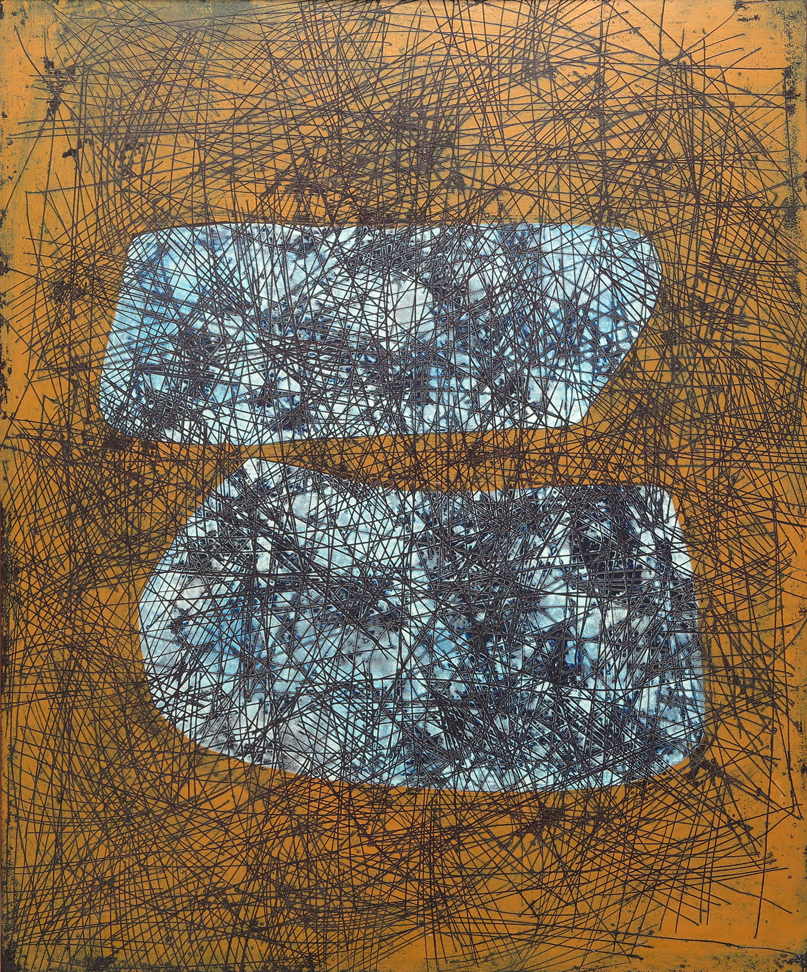
Bedřich Novotný, Bez názvu, 80. léta, olej a syntetický email na sololitu, 66 × 56 cm
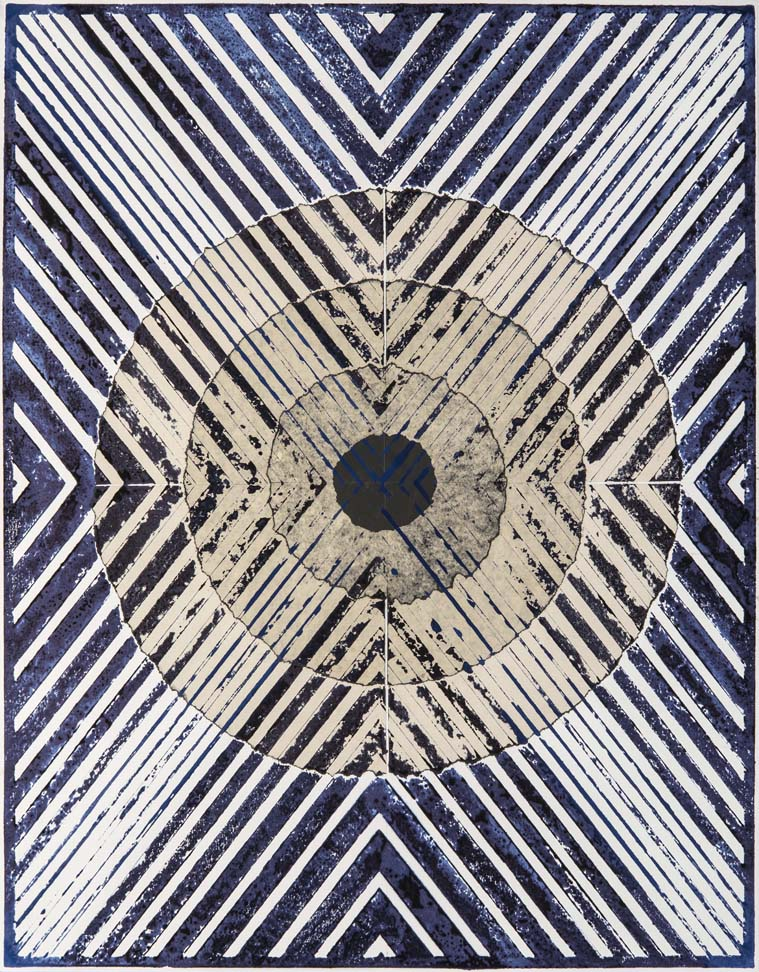
Bedřich Novotný, Monotyp, 2002, autorský tisk na papíře, 84,5 × 66 cm
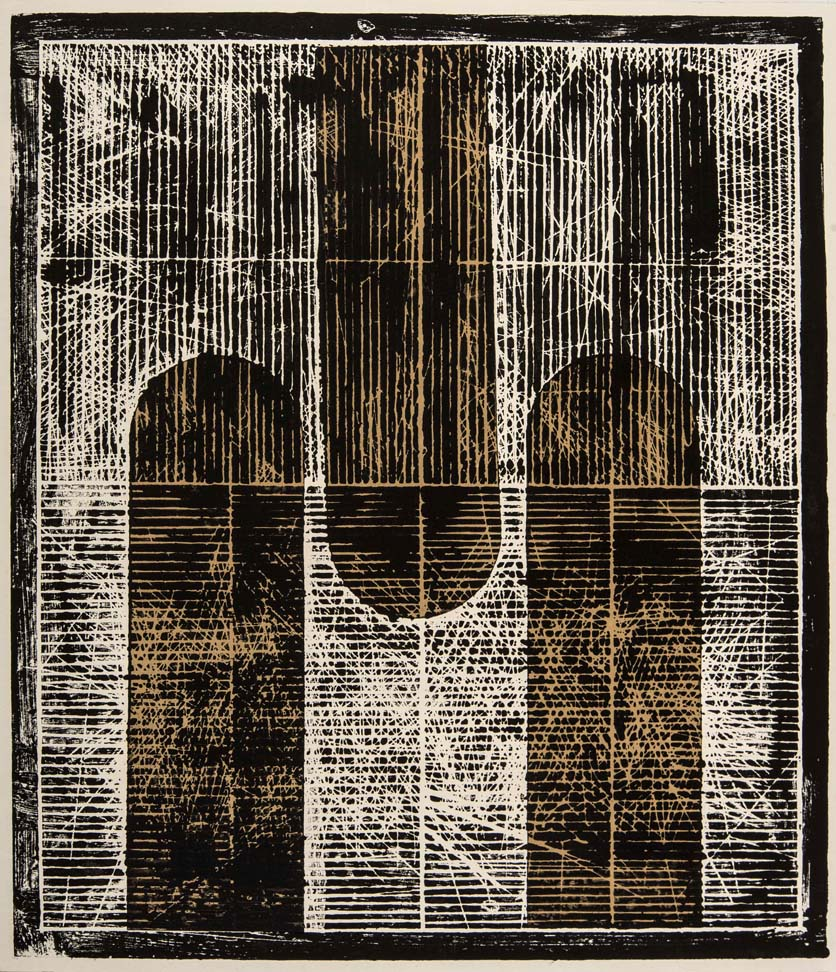
Bedřich Novotný, Monotyp, 2002, autorský tisk na papíře, 84,5 × 66 cm
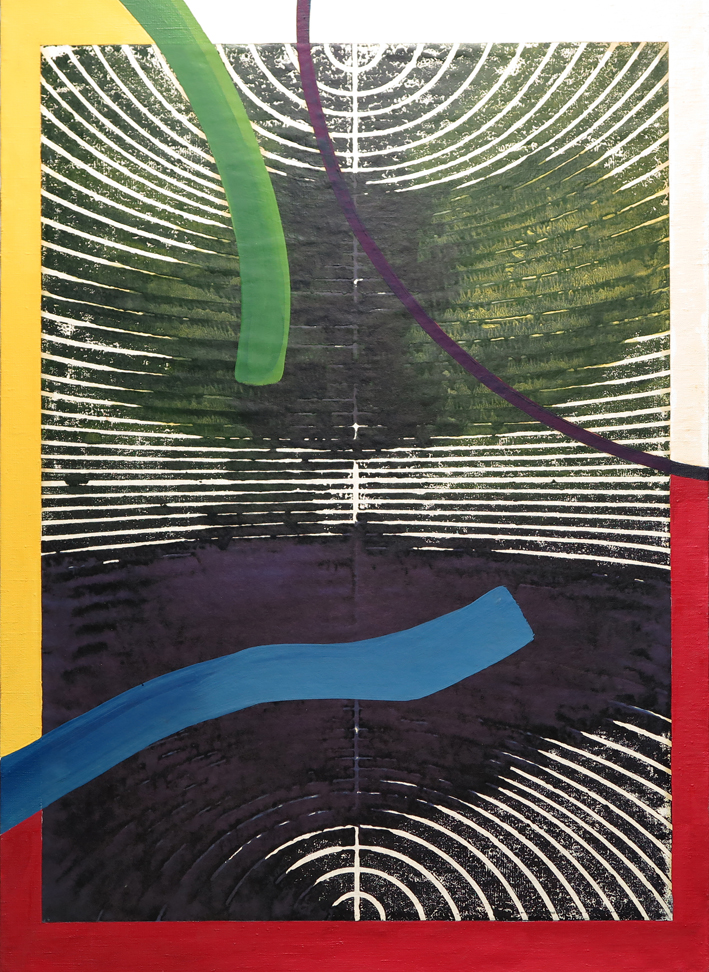
Bedřich Novotný, Bez názvu, 90. léta, tisk a malba na plátně, 100 × 70,5 cm
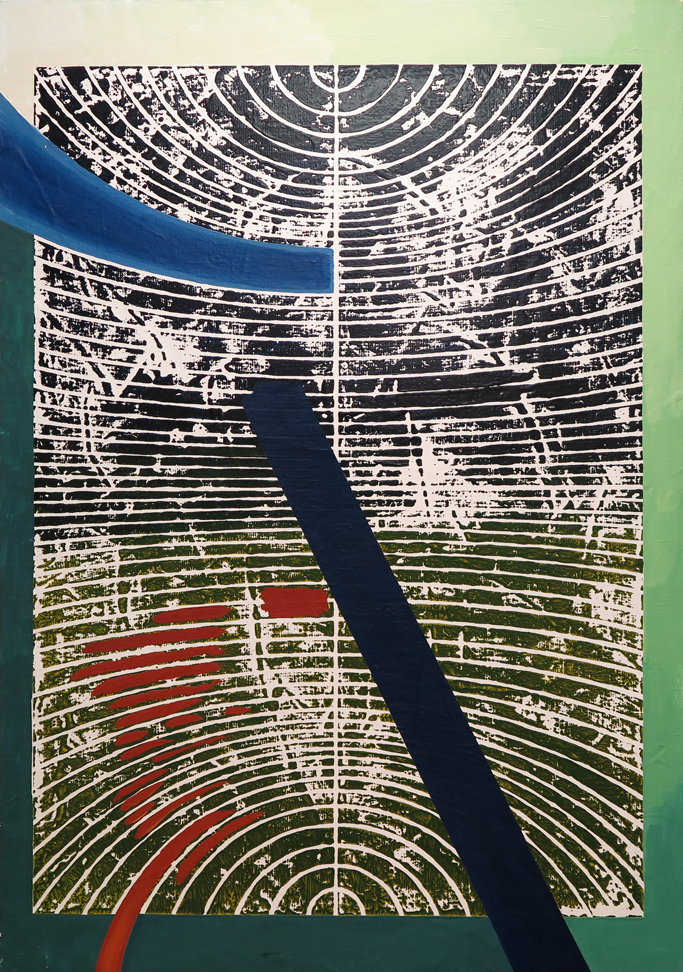
Bedřich Novotný, Bez názvu, 90. léta, tisk a malba na plátně, 100 × 70,5 cm
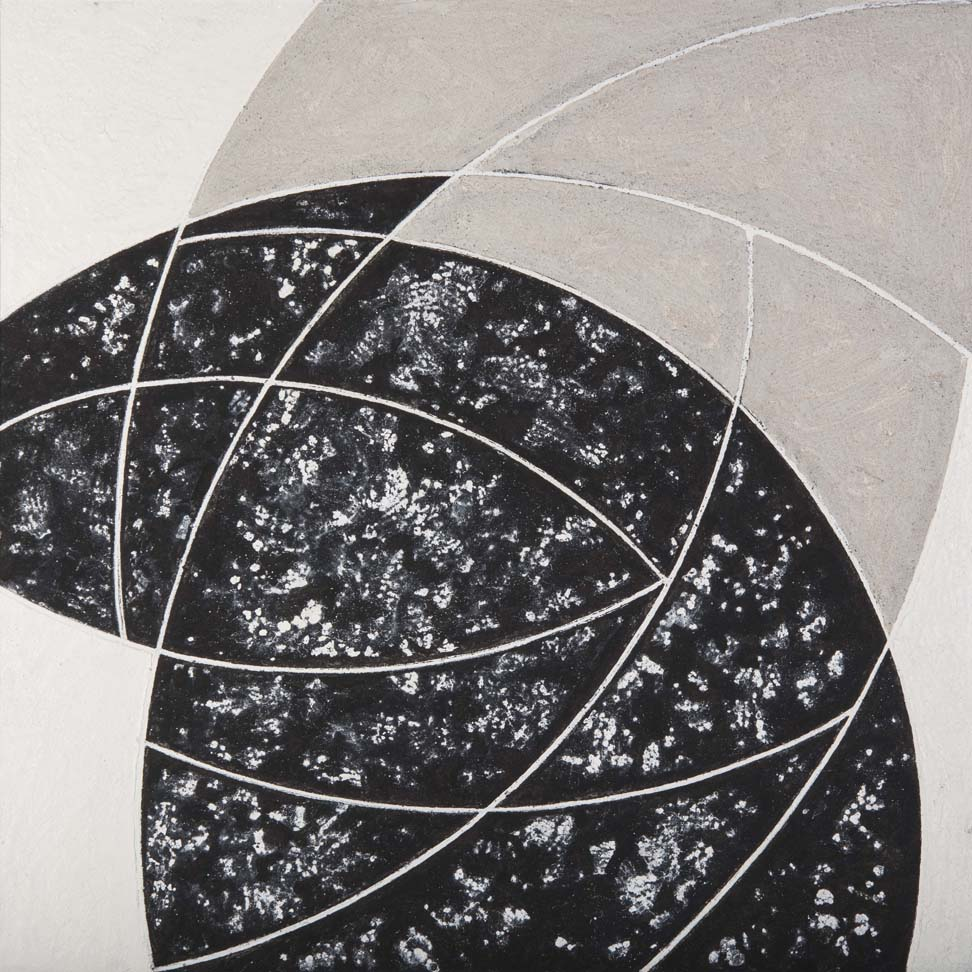
Bedřich Novotný, Spoutaná černá, 1998, kombinovaná technika, 100 × 100 cm
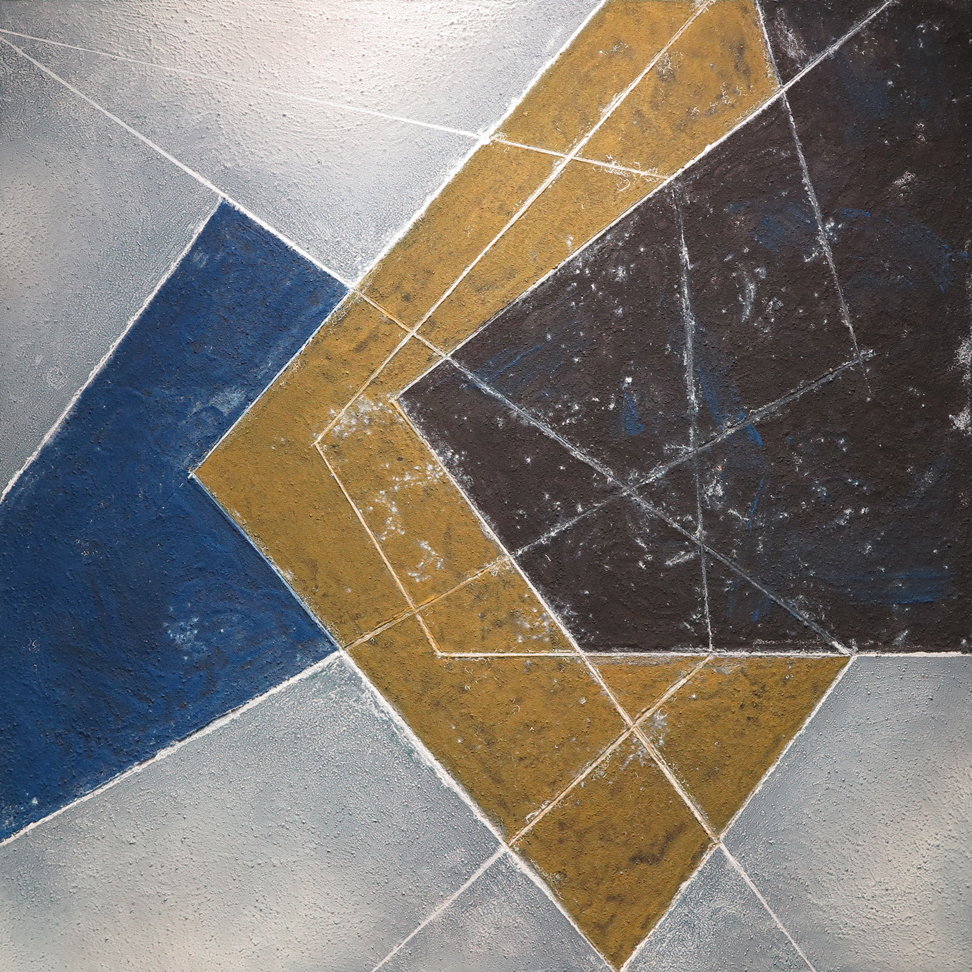
Bedřich Novotný, Bez názvu, 1998, kombinovaná technika, 116 × 116 cm
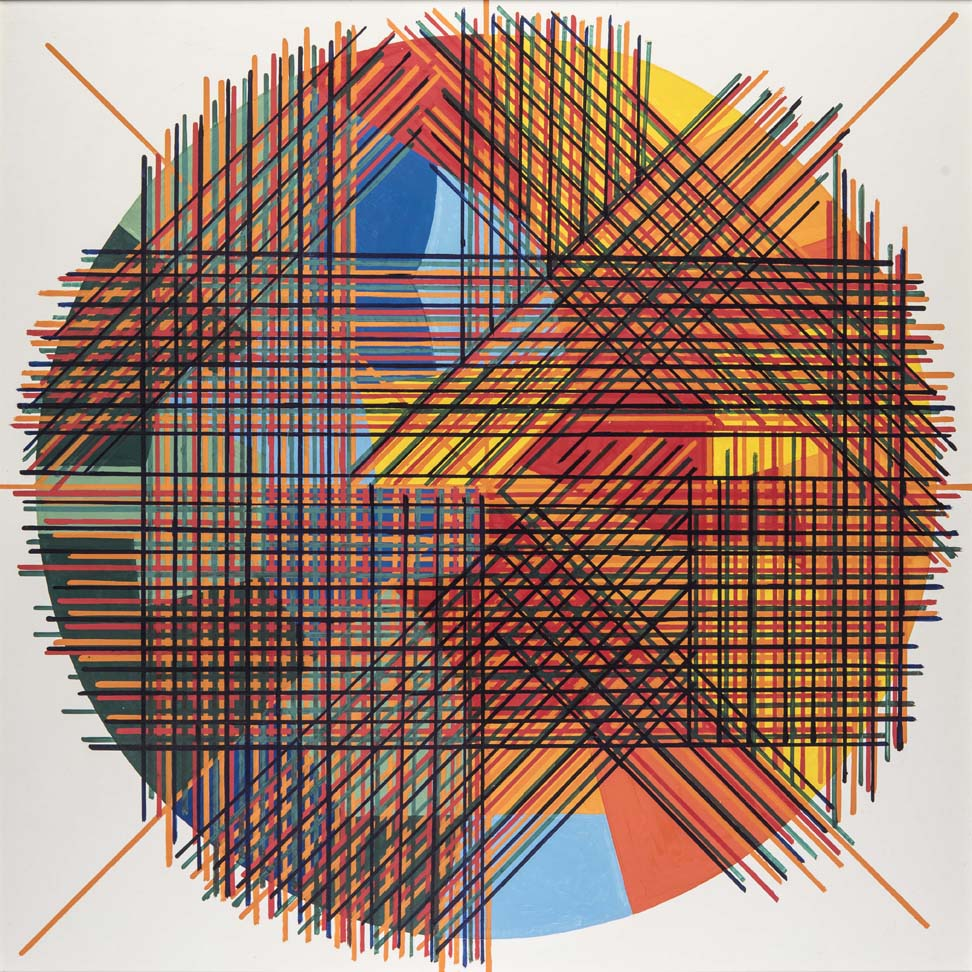
Bedřich Novotný, Bez názvu, po roce 2000, syntetický email na sololitu, 103 × 103 cm

#### Výstavy (výběr)
- 1966 Dílo Pardubice
- 1995 Galerie Gong, Pardubice
- 2005 Zámek Litomyšl
- 2007 Galerie Univerzity, Pardubice
- 2008 Figurální tvorba, Galerie FONS, Pardubice[2]
- 2015 Neznámé portréty, Galerie FONS, Pardubice[2]
- 2016 Milenci a hráči, Galerie FONS, Pardubice[2]
- 2018 Obrazy a monotypy, Galerie FONS, Pardubice[2]

### Účast na výstavách (výběr)
- 1959 Dílo Pardubice (s Jiřím Lacinou)
- 1962 Galerie Za Pasáží, Pardubice
- 1967 Galerie Koszalin, Polsko
- 1968 Východočeští výtvarníci, Atomový kryt Pardubice
- 1984 Východočeští výtvarníci, Galerie Česká Třebová (s A. Hajnem, J. Lacinou a J. Procházkou)
- 1989 Výtvarná bilance 89, Hradec Králové
- 1990 Český týden Krefeld, Německo
- 1990 Východočeská galerie Pardubice
- 1994 Selb, Německo
- 1997 5 + 1, Zámek Litomyšl
- 2002 Cesty, Stará reálka, Pardubice (s F. Kynclem, J. Lacinou a J. Procházkou)
- 2009 Hráči – Galerie moderního umění Hradec Králové, AJG, Wortnerův dům, České Budějovice
- 2020 Starý psi, Východočeská galerie v Pardubicích[3]